# Petroupoli
Petroupoli (tiếng Hy Lạp: ?) là một khu tự quản ở vùng Attiki, Hy Lạp. Khu tự quản Petroupoli có diện tích 7 km², dân số theo điều tra ngày 18 tháng 3 năm 2001 là 51559 người.